# Cerkiew Świętych Antoniego i Teodozjusza Pieczerskich w Kijowie
Cerkiew Świętych Antoniego i Teodozjusza Pieczerskich – prawosławna cerkiew w Kijowie, w kompleksie ławry Peczerskiej. Zbudowana jako cerkiew refektarzowa, w latach 1992-2022 pełnił funkcję soboru katedralnego metropolii kijowskiej Ukraińskiego Kościoła Prawosławnego Patriarchatu Moskiewskiego.

## Historia
Pierwszy murowany refektarz, położony na miejscu obecnie istniejącej cerkwi, wzniesiony został w 1108. Został on poważnie uszkodzony w 1230. Informacje o kolejnej takiej budowli pochodzą z 1684, gdy mieszczanin Mychajło Maksymowycz ufundował nowy refektarz, który był budowany przez kolejne dziesięć lat. W 1718 obiekt został poważnie uszkodzony podczas pożaru. Został odbudowany w stylu baroku ukraińskiego i w 1720 udekorowany z zewnątrz freskami. W 1862 budynek podwyższono o jedno piętro, w którym urządzono cele posłuszników, którzy pracowali przy przygotowywaniu i wydawaniu posiłków. 
W 1893 Sobór Duchowny Ławry Peczerskiej postanowił zburzyć XVII-wieczny refektarz i wznieść na jego miejscu nową budowlę. Projekt nowej jadalni z cerkwią opracował Władimir Nikołajew. Budowa obiektu trwała rok (1895); świątynię konsekrowano 13 sierpnia 1895. 
W latach 30. XX wieku władze radzieckie zlikwidowały wspólnotę monastyczną ławry Pieczerskiej; już wcześniej monaster został udostępniony do zwiedzania i urządzono w nim szereg wystaw muzealnych. W grudniu 1941, gdy wysadzony w powietrze został sobór Zaśnięcia Matki Bożej (główna cerkiew w kompleksie Ławry), podczas wybuchu ucierpiała również świątynia refektarzowa. Po zakończeniu wojny obiekt odremontowano – do 1956 odnowiono bryłę budynku, zaś w latach 1976–1980 zrekonstruowano wnętrze.
Cerkiew Świętych Antoniego i Teodozjusza Pieczerskich została przywrócona do użytku liturgicznego w 1990, zaś od 1992 była soborem katedralnym eparchii kijowskiej Ukraińskiego Kościoła Prawosławnego Patriarchatu Moskiewskiego. Pozostawała przy tym własnością państwa. W 2016 r. Ukraiński Kościół Prawosławny Patriarchatu Moskiewskiego zawarł z muzeum Ławry Peczerskiej kolejną umowę najmu obiektu, która pozostała w mocy do 31 grudnia 2022. Nowy kontrakt nie został podpisany.

## Architektura

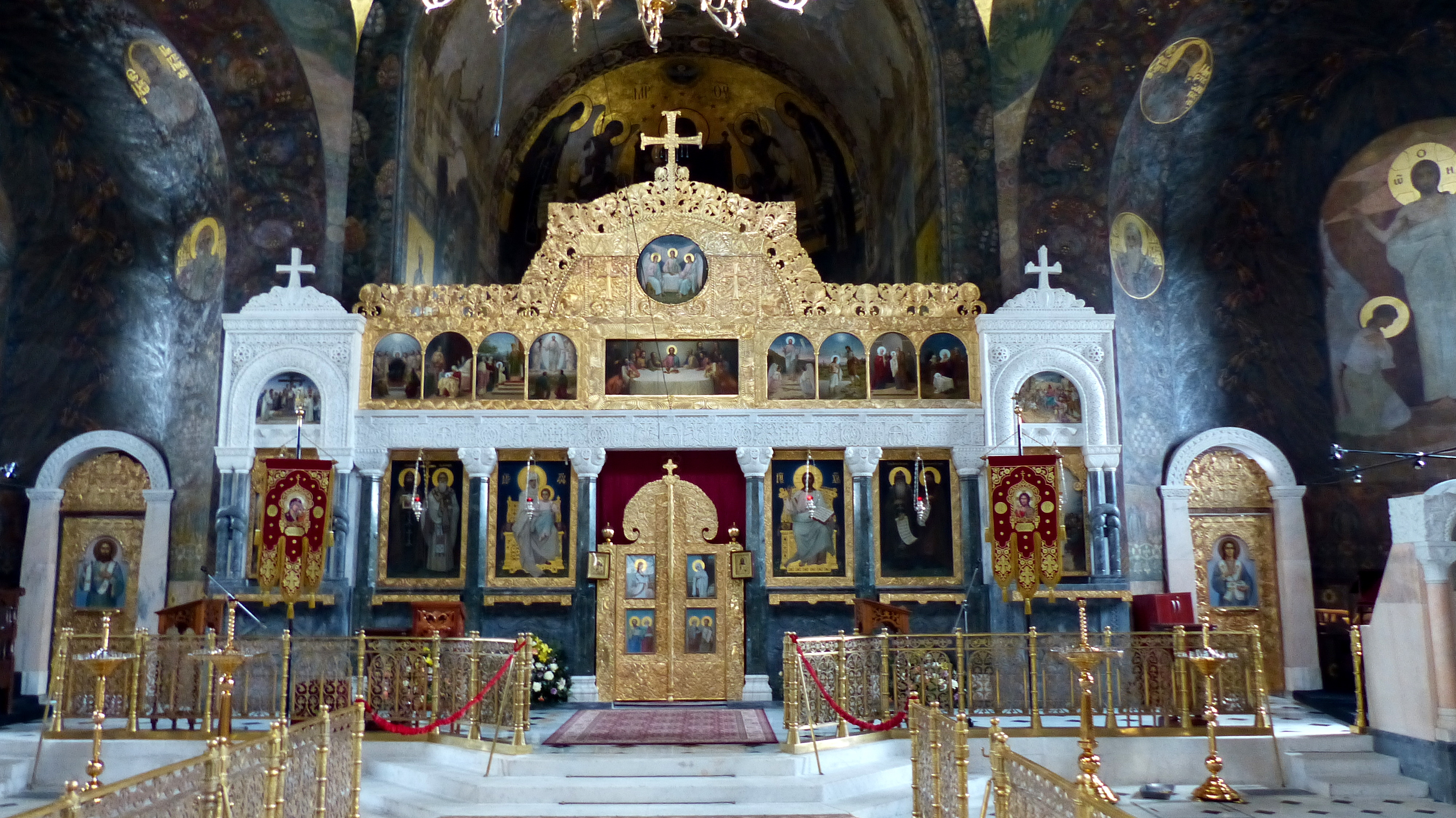
Ikonostas w cerkwi

Cerkiew, przyległa bezpośrednio do refektarza, została wzniesiona w stylu nawiązującym do architektury bizantyjskiej. Zbudowano ją na planie ośmioboku i zwieńczono kopułą o średnicy blisko 20 m, położoną na bębnie, w którym wybito rząd okien. Od wschodu cerkiew posiada absydę, w której rozmieszczono pomieszczenie ołtarzowe. Zarówno refektarz, jak i cerkiew zdobione są rzeźbami i freskami oraz otoczone fryzem. Podłoga świątyni wyłożona jest metalowymi płytami. 
We wnętrzu cerkwi znajdują się ikona św. Andrzeja z cząsteczką relikwii z lat 90. XX wieku oraz zabytkowa ikona Zaśnięcia Matki Bożej.